# 송클라호

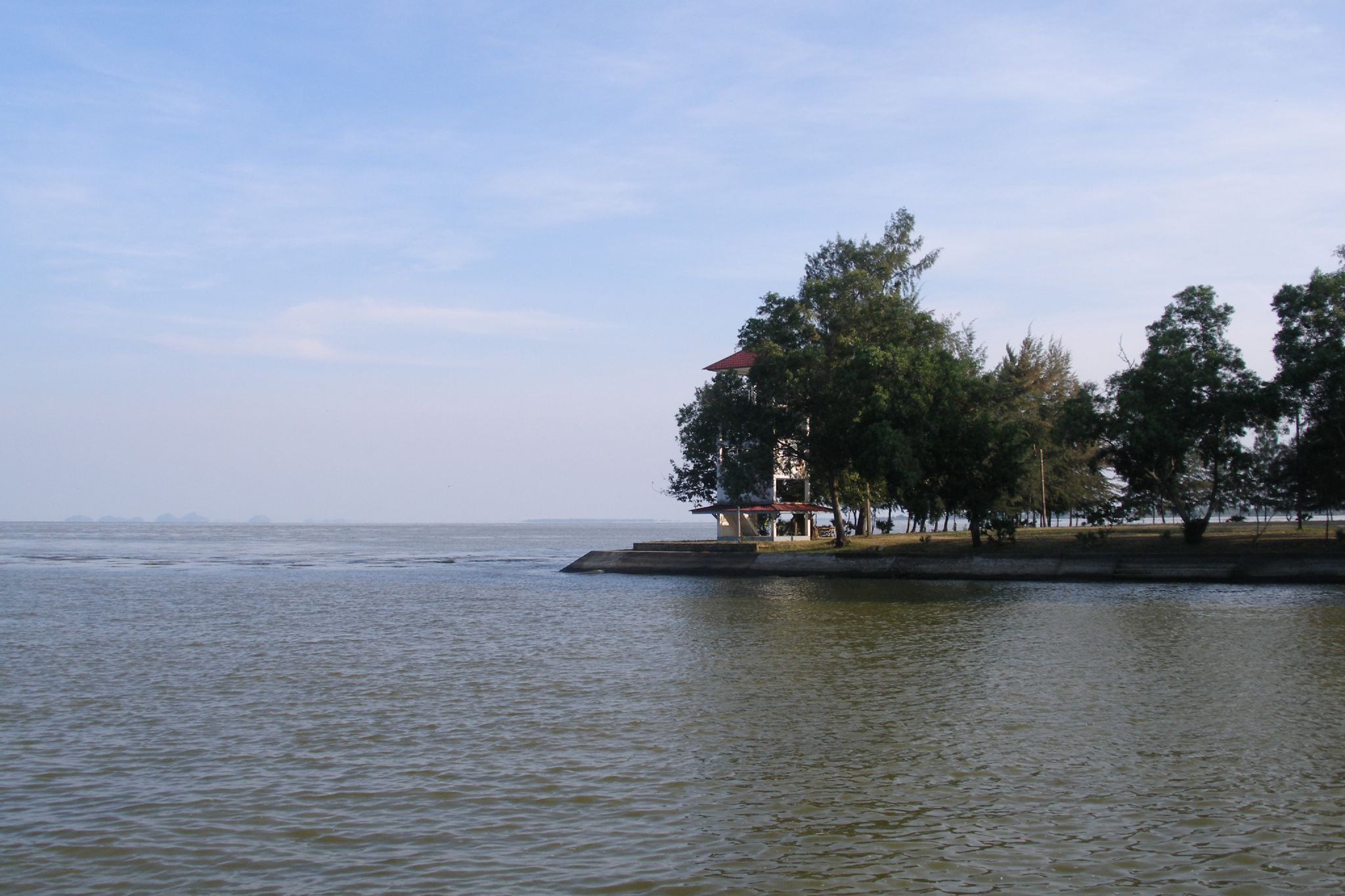
송클라호

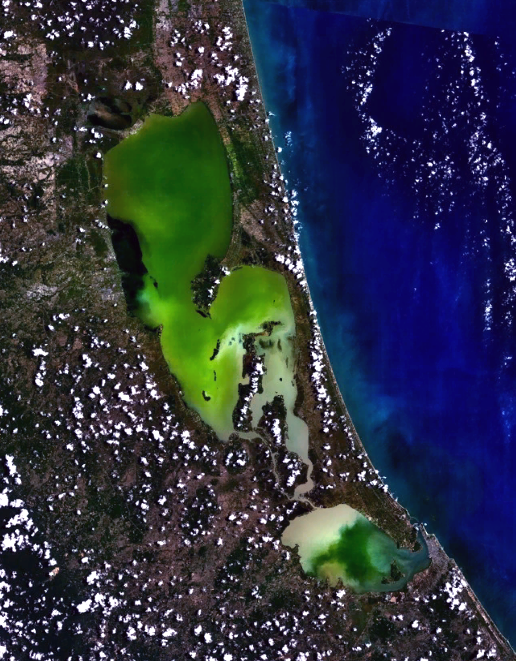
송클라호의 위성 사진

송클라호(ทะเลสาบสงขลา)는 태국 최대의 자연호수로 태국 남부 말레이 반도에 있다. 면적은 1040km2, 평균 수심은 1.4m로 송클라주와 파탈룽주에 호수 경계를 접하고 타이만과도 가깝다. 강거두고래가 약간 있다.